# گونتر بلومنتریت
گونتر آلویس فریدریش بلومنتریت (به آلمانی: Günther Alois Friedrich Blumentritt) (۱۰ فوریه ۱۸۹۲–۱۲ اکتبر ۱۹۶۷) نظامی بلندپایه آلمانی در دوره رایش سوم بود که در جریان جنگ جهانی دوم عموماً در جایگاه‌های ستادی خدمت کرد.

## زندگی‌نامه
گونتر بلومنتریت روز ۱۰ فوریه سال ۱۸۹۲ زاده شد. سال ۱۹۱۱ به نیروی زمینی امپراتوری آلمان پیوست و در جبهه شرقی جنگ جهانی اول خدمت کرد. پس از دوره کوتاه خدمت در فرایکور در سال ۱۹۱۹، به رایشسور ملحق گردید. پس از گذراندن دوره ستاد کل، در پی آغاز جنگ جهانی دوم، افسر عملیات‌های گروه ارتش جنوب در تهاجم به لهستان بود. در نبرد فرانسه در جایگاه رئیس ستاد ارتش چهارم قرار داشت. بلومنتریت به اتهام داشتن ارتباط با توطئه‌گران کودتای ۲۰ ژوئیه، ماه سپتامبر سال ۱۹۴۴ موقتاً از جایگاه خود معلق شد. به هر صورت، همان ماه به درجه سپهبدی ترفیع یافت و به عنوان فرمانده سپاه ۱۲ اس‌اس در جبهه غربی منصوب گشت. بلومنتریت ماه مارس سال ۱۹۴۵ فرماندهی ارتش یکم چترباز را بر عهده گرفت و جنگ را در شلسویگ-هولشتاین به پایان رساند. او تا ماه ژانویه سال ۱۹۴۸ در اسارت متفقین بود. پس از جنگ با نیروهای مسلح جدید آلمان همکاری کرد و تالیفات زیادی داشت. سپهبد گونتر بلومنتریت روز ۱۲ اکتبر سال ۱۹۶۷ در مونشن درگذشت.